# František Teplý

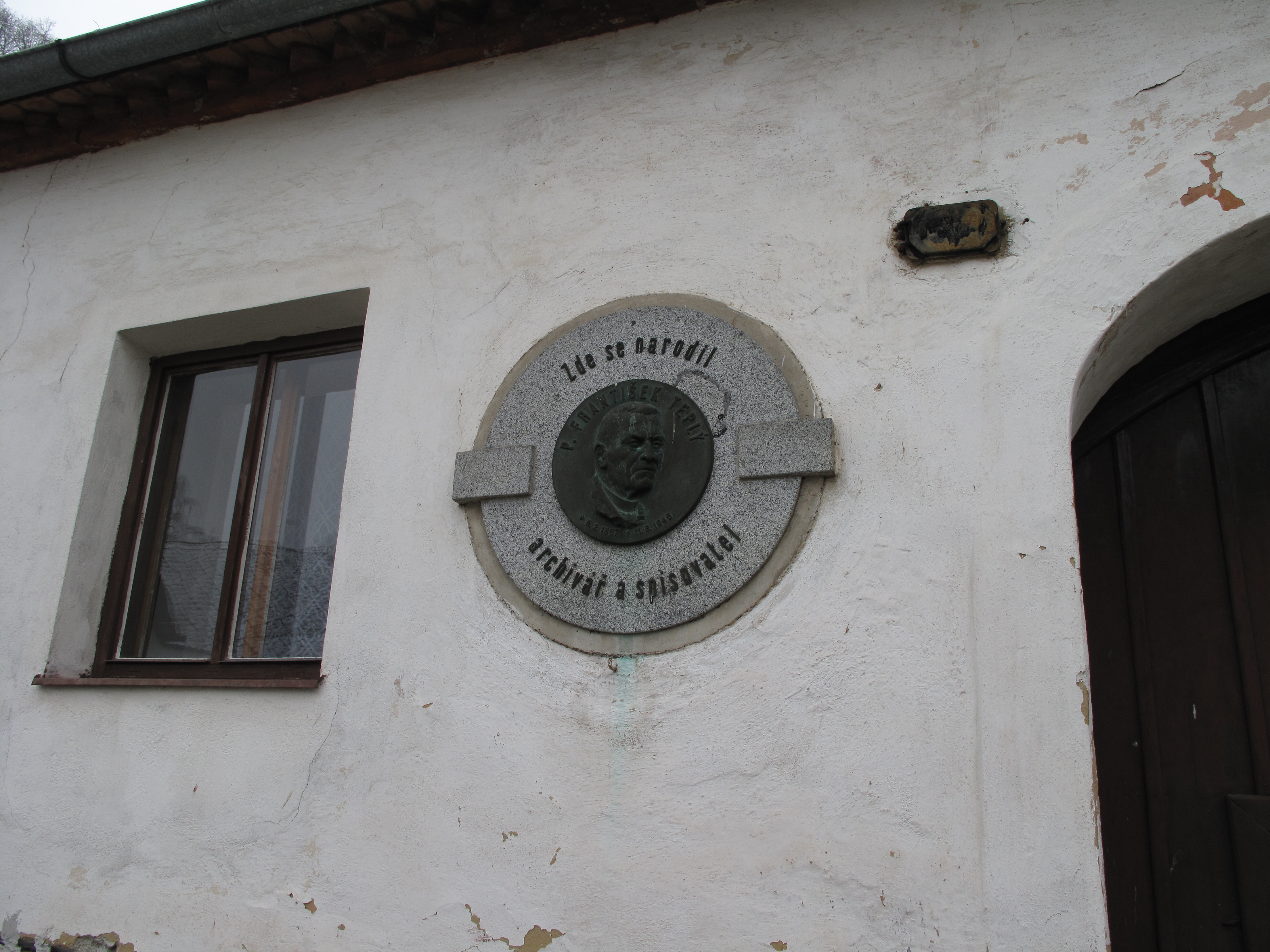
Rodný dům s pamětní deskou v Marčovicích

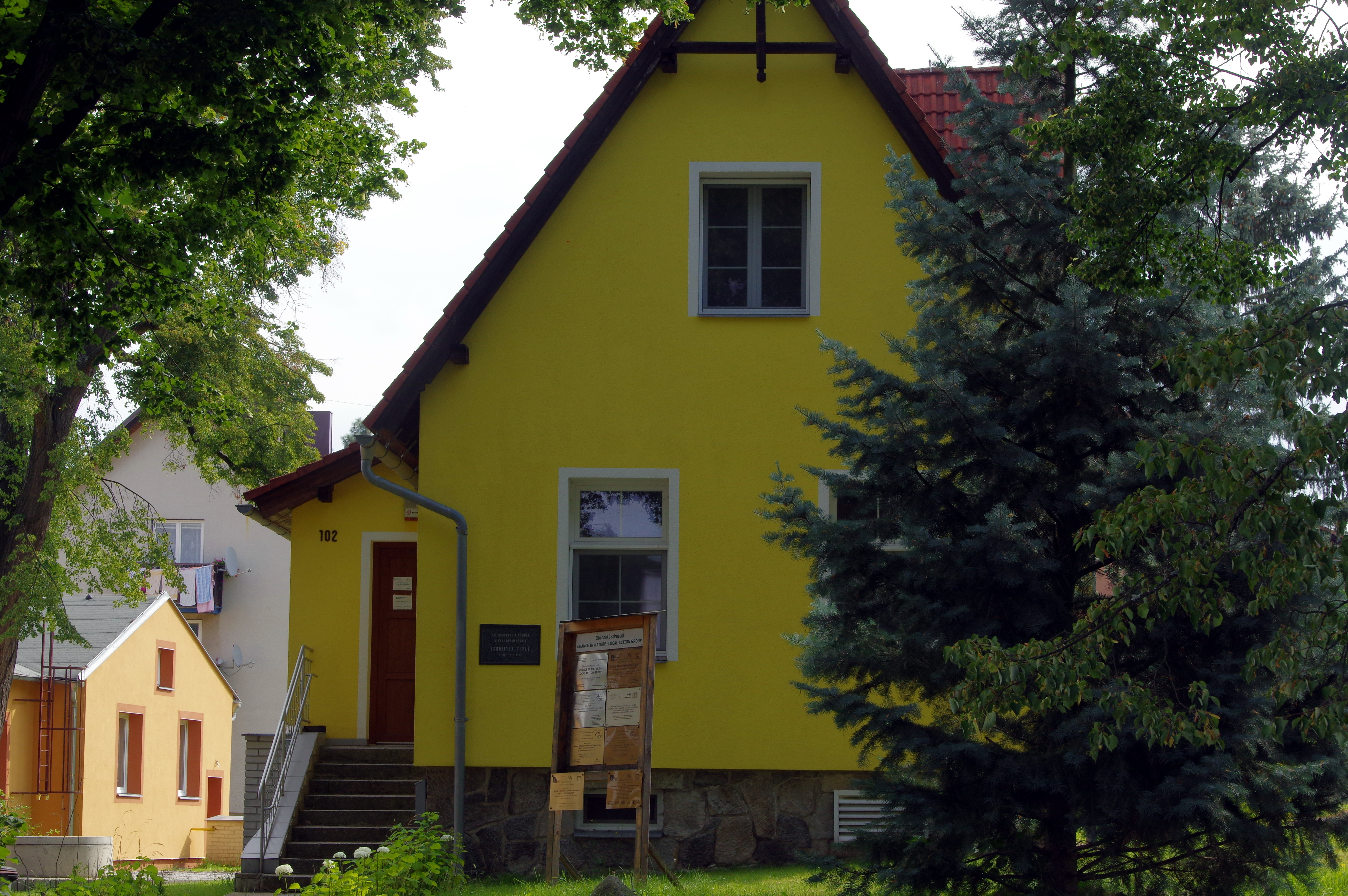
Dům č.p. 102 v Malenicích s pamětní deskou

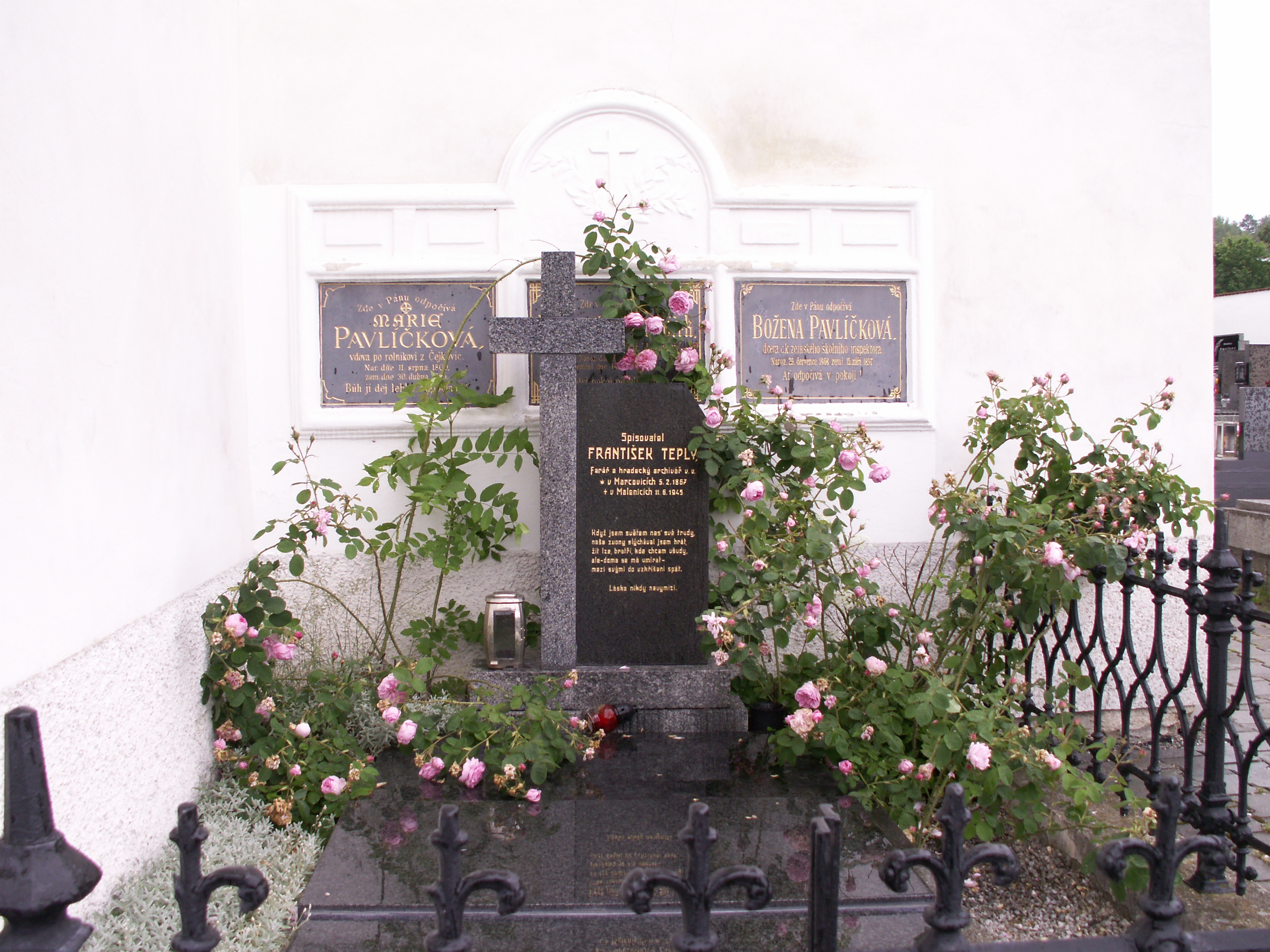
Hrob v Malenicích

František Teplý (5. února 1867 Marčovice – 11. června 1945 Malenice) byl římskokatolický kněz, archivář v Jindřichově Hradci a regionální historik - amatér.
Narodil se v selské rodině v Marčovicích, kde dodnes stojí jeho rodná chalupa. Studoval v Budějovicích na gymnáziu a poté v klatovském semináři. Roku 1892 byl vysvěcen na kněze. Až do roku 1909 působil jako farář v různých místech jižních Čech, ze zdravotních důvodů tuto činnost ukončil. Přijal místo v jindřichohradeckém archivu, který vedl až do roku 1923. Stáří trávil v Malenicích č.p. 102.
Ve svém romantickém nadšení se nechal někdy unést, jak se to krajovým historikům stávalo, např. ve svých Dějinách města Volyně vyslovuje odvážnou hypotézu, že hlavní sídlo Marobudovy říše se nacházelo na Věnci u Lčovic.

## Dílo
- Dějiny města Jindřichova Hradce (sedmidílné, vycházely 1927–1937)
- Paměti města Miličína na Táborsku
- Dějiny města Volyně na Prácheňsku
- Dějiny osady Předslavice na Volyňsku
- Knížky o Malenicích u Volyně
- Nářky husitské
- Přehled dějin Čkyně
- O zbudovských a sedláku Kubatovi odtud
- Z dějin Vimperka a okolí
- Ze života J.Š. Baara [online].  Praha: Novina. S. 474. Dostupné online.
- Zemská stezka boubínská a její strážci Králováci

## Památka
- Pamětní desky na domech v Marčovicích a Malenicích
- Ulice Archiváře Teplého v Malenicích a Arch. Teplého v Jindřichově Hradci.